# استان عصابه
استان عصابه (به عربی: ولایة العصابة) یکی از استان‌های کشور موریتانی است. استان عصابه ۳۶٬۶۰۰ کیلومتر مربع مساحت و ۳۲۵٬۸۹۷ نفر جمعیت دارد.